# Karlo Eterović
Karlo Eterović (Pučišća, 26. listopada 1874. – Makarska, 4. studenoga 1935.) bio je hrvatski katolički svećenik iz reda franjevaca, književnik i profesor. Doktorirao je filozofiju na Katoličkom institutu u Parizu. Reformator je franjevačkog školstva u Hrvatskoj i sudionik Pariške mirovne konferencije iz reda dalmatinskog svećenstva.

## Životopis
Rođen je 26. listopada 1874. godine u Pučišćima na otoku Braču. Kršten je imenom Juraj. Osnovnu školu pohađao je u rodnom mjestu, a privatnu gimnaziju kod don Frane Lulića. Dana 27. listopada 1888. godine ulazi u franjevačko sjemenište u Sinju te u franjevački novicijat na Visovcu 20. rujna 1891. godine. Studirao je teologiju od 1892. godine u Šibeniku, a zatim u Makarskoj. Diplomirao je u Ljubljani 1897. godine.
Za svećenika je zaređen 27. ožujka 1897. godine, a mladu misu slavio je na Uskrs u Pučišćima 18. travnja 1897. godine. Studirao je filozofiju na Katoličkom institutu u Parizu. Uz filozofiju studirao je i organsku kemiju te eksperimentalnu fiziku. Nakon prekida studija vratio se u Makarsku gdje je na bogosloviji predavao moralnu teologiju, katehetiku i pedagogiju. Godine 1900. vraća se u Pariz.
Dana 29. lipnja 1900. dobio je akademski stupanj Philosophiae scholasticae Lector, a 28. lipnja 1901. dobio je naslov Philosophie Magister. Doktorirao je temom „La volonté dans la Philosophie de Duns Scot”. Nakon povratka u Šibeniku je predavao filozofiju.
Godine 1920. imenovan je ravnateljem Franjevačke klasične gimnazije u Sinju te je ostao na toj dužnosti sve do 1928. godine. Na gimnaziji je predavao francuski jezik, matematiku, prirodopis te talijanski jezik. U provinciji je obavljao službe tajnika (1902.–1904.), definitora (1907.–1910.), provincijala (1910.–1913.) i kustoda (1919.–1922.) te tri puta službu generalnoga vizitatora (dva puta u Hercegovini i jednom u Provinciji sv. Jeronima). Bio je izabran za izaslanika dalmatinskoga svećenstva na mirovnoj konferenciji u Parizu.
Umro je 4. studenoga 1935. godine u Makarskoj.

## Djela
- „Škola bez Boga ili škola s Bogom?” (Senj, 1909.)
- „Franjo Asiški svetac Euharistije” (Sarajevo, 1911.)
- „Sloboda nastave i državni monopol škola” (Mostar, 1921.)
- „Fra Andrija Kačić Miošić na temelju novih istraživanja” (Dubrovnik, 1922.)
- „Fra Filip Grabovac buditelj i mučenik narodne misli u prvoj polovici XVIII. vijeka” (Split, 1927.)
- „Franjevačka provincija Presvetog Otkupitelja” (Šibenik, 1929.)

Izvori:

### Članci
- Macut, Ivan. 2021. Filozofski rad fra Karla Eterovića. Diacovensia. Katolički bogoslovni fakultet u Đakovu. Đakovo. 29 (1): 13–26
- Jurišić, Hrvatin Gabrijel. 1998. ETEROVIĆ, Karlo. Hrvatski biografski leksikon. LZMK. Zagreb.